# Bioma Pampa-Quebradas del Norte

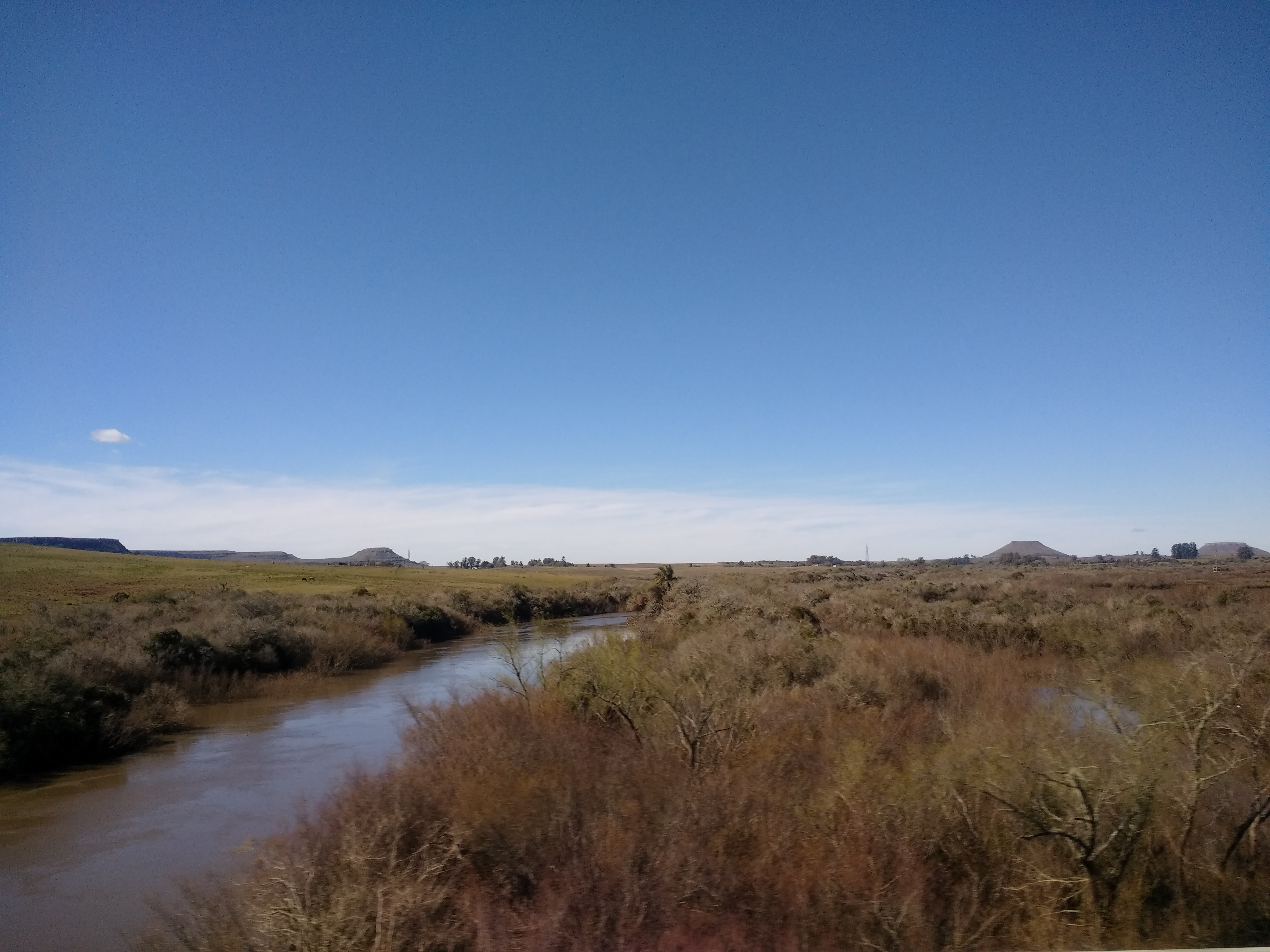
Río Tacuarembó

Bioma Pampa-Quebradas del Norte ist ein Biosphärenreservat in Uruguay, das sich über eine Fläche von 110.882 Hektar erstreckt. Es besteht aus einem Mosaik verschiedener Ökosysteme und wird von der UNESCO geschützt. Seit 2014 hat die Region den Titel und versucht, in den Bereichen nachhaltige Landnutzung, Schutz der Ökosysteme und Wahrung lokaler Traditionen ein Vorbild zu sein. Das Gebiet liegt im Departamento Rivera an der Grenze zu Brasilien. Die Kernzone des Reservates ist zusätzlich noch ein Nationalpark und beliebtes Touristenziel. Die Grenzen des Schutzgebiets sind: im Norden die Trennlinie mit Brasilien von der Stadt Rivera bis zur Ortschaft Masoller, im Westen der Wendepunkt und die Grenze zwischen den Abteilungen von Rivera und Artigas, im Südwesten der Arroyo Laureles, im Osten die Grenze zwischen den Departements von Rivera und Tacuarembó und östlich der Bahnlinie und des Río Tacuarembó.

## Flora und Fauna

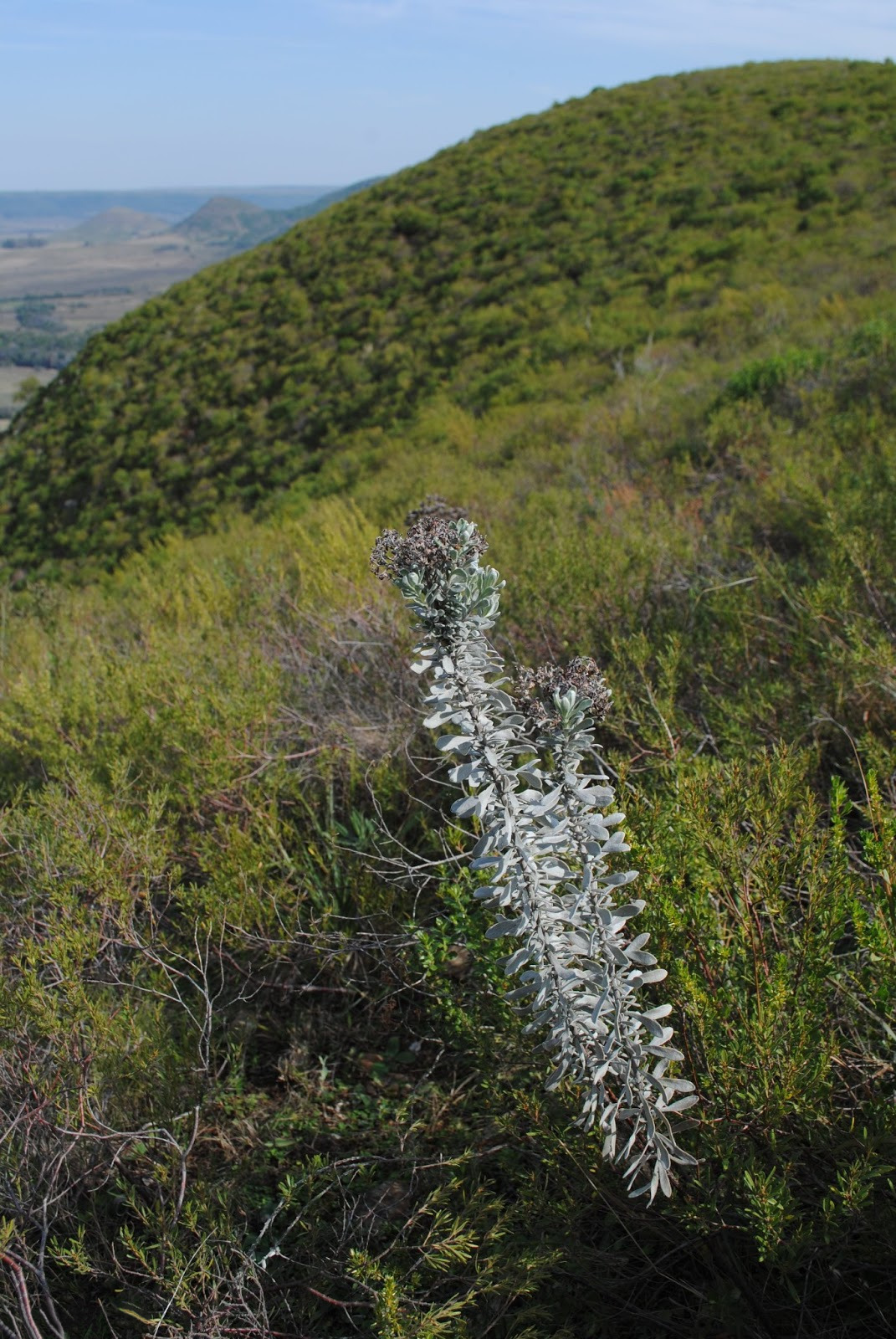
Korbblütler Eupatorium spathulatum nahe Cerros an der Ruta 30 in Bajada de Pena

Das gesamte Biosphärenreservat weist eine große biologische Vielfalt auf und dient als Korridor für den Eintritt von Arten subtropischen Ursprungs in das Gebiet Uruguays. Heutzutage findet man viele ansonsten nur selten vorkommende Amphibien- und Reptilienarten. Das Reservat vereint einzigartige Landschaftsmerkmale mit dem Mosaik verschiedener Ökosysteme, die den Lebensraum für unzählige Arten von Flora und Fauna bilden. Innerhalb des Reservates kann der Hauptberg der Schlucht mit einer subtropischen Dschungelstruktur und der damit verbundenen Fauna zusammen mit der landschaftlichen Schönheit hervorgehoben werden. Das Pampa-Biom zeichnet sich durch seinen Reichtum an Grasarten und seinen Beitrag zum Brutprozess vieler Vogelarten aus. Es ist auch das südlichste Relikt der tropischen Flora aus dem atlantischen Wald. Jedoch werden die äußeren Zonen vor allem durch eine aktive Forstwirtschaft geprägt, die jedoch im Einklang mit der Natur stattfinden soll.

### Flora
Die vorherrschende Vegetation in der Region entspricht Winterweiden und Gebüsch. An den Hängen überwiegen Bäume und Sträucher, und die Zusammensetzung der Arten kann in ihren verschiedenen Positionen sehr unterschiedlich sein. Durch das viele Wasser in den Schluchten können auch im heißen Uruguayischen Sommer an dieser Stelle Bäume überleben, die man im restlichen Land vergebens sucht.

### Biodiversität der Arten
In dem ganzen Reservat sind eine Vielzahl von verschiedenen Arten zu finden. So wurden 22 Amphibienarten (fast 50 % der national registrierten), 41 Reptilienarten (62 % der national registrierten), 173 Vogelarten (40 % der national registrierten) und 31 Säugetierarten (27 % der national registrierten) nachgewiesen. Diese Arten kommen alle auch im Nationalpark vor. Abgesehen davon, ist ein Teil der Arten im Schutzgebiet als vorrangige Arten für die Erhaltung registriert, zum Beispiel die Tatu Cerreta und die Klapperschlangenotter.

## Tourismus
Das Biosphärenreservat ist bisher lokal sowie für Touristen nur schwer aufzufinden. Kaum einer der Einwohner Riveras hat bereits von dem Reservat gehört. Einer der Hauptgründe dafür ist, dass das Reservat erst seit dem Jahr 2014 besteht. Das Valle del Lunarejo hingegen ist eine der bekanntesten Attraktionen Uruguays und wird jährlich von vielen tausend Touristen besucht. Hier befindet sich auch ein Besucherzentrum mit etlichen Parkwächtern, die sich um das Kerngebiet kümmern.